# Cal Mata (l'Arboç)
Cal Mata és una obra eclèctica de l'Arboç (Baix Penedès) protegida com a Bé Cultural d'Interès Local.

## Descripció
L'edifici és compost per tres plantes. Els baixos presenten dues grans portalades renovades a causa d'una gran porta de llinda i d'una porta balconera col·locada al damunt. A la portalada veiem la data 1921. La planta noble té un gran balcó amb barana de ferro i tres portes balconeres, el qual és sostingut per tres mènsules decorades amb figures femenines. Les golfes presenten dues finestres allargades. Tota la façana és decorada amb relleus de tipus geomètrics.

## Història
L'edifici fou comprat a l'arquitecte Pons, però aquest no l'havia acabat encara; fou el Sr. Feliu qui l'acabà.